# Stephan Enter
Stephan Enter (Rozendaal, 12 november 1973) is een Nederlandse schrijver.

## Biografie
Enter studeerde Nederlandse letterkunde en Keltische talen en culturen in Utrecht. Hij debuteerde in 1999 met de verhalenbundel Winterhanden. Met de roman Grip (2011) won hij verschillende prijzen.

## Prijzen
- Grip werd in mei 2012 bekroond met de Prijs van de Lezersjury bij de Gouden Boekenuil, in november 2012 met de F. Bordewijkprijs en in december 2012 met de C.C.S. Croneprijs